# Dietrich von Hildebrand
Dietrich von Hildebrand, född 12 oktober 1889 i Florens, död 26 januari 1977 i New Rochelle i New York, var en tysk katolsk filosof och teolog. Påve Pius XII kallade honom informellt för 1900-talets kyrkofader, och han var mycket uppskattad av Johannes Paulus II.

## Biografi
Dietrich von Hildebrand växte upp i ett sekulariserat protestantiskt hem i Florens som son till skulptören Adolf von Hildebrand, men konverterade 1914 till katolicismen. Han studerade vid universitetet i München och Göttingen, för Edmund Husserl, och var extra ordinarie professor i München. Genom sin kontakt med Husserl blev han fenomenolog, och verkade i samma efterföljd som Adolf Reinach, och menade att det var möjligt att uppställa en materiell etik, där värden nödvändigt ger vissa värdesvar (beundran, glädje, nyfikenhet, handlingar, etc).
Han var uttalat och högröstat en motståndare till Adolf Hitler och nazismen, varför han tvingades fly till Wien i Österrike 1933, när Hitler grep makten i landet. Med stöd av den österrikiske kanslern Engelbert Dollfuss grundade han en antinazistisk veckotidning, Der Christliche Ständestaat. För den skull dömdes han i sin frånvaro till döden.
När Tyskland annekterade Österrike i mars 1938 (Anschluss), fick han än en gång fly. Han tillbringade elva månader i Schweiz, i närheten av Fribourg, och flyttade sedan till Fiac i Frankrike, i närheten av Toulouse, och började undervisa vid det katolska universitetet i Toulouse. År 1940 invaderade Tyskland Frankrike, och von Hildebrand gick under jorden. Med hjälp av några fransmän, bland andra Edmond Michelet, vilka utförde heroiska insatser, kunde han tillsammans med sin hustru, son och svärdotter, fly till Portugal. Därifrån tog de en båt till Brasilien, och vidare till New York. I New York blev han professor i filosofi vid Jesuit Fordham University på Rose Hill, Bronx.
Hildebrand har författat tiotals böcker, både på tyska och engelska. Hans samlade verk utgavs i tio band i Regensburg från 1971.
Han var först gift med Margaret Denck (död 1957) och sedan, från 1959 till sin död, med Alice von Hildebrand (1923–2022), även hon teolog och filosof.